# Tiếng Tlingit
Tiếng Tlingit (Lingít [ɬìnkítʰ]) là ngôn ngữ của người Tlingit, nói ở Đông Nam Alaska và Tây Canada, nằm trong ngữ hệ Na-Dené. Hiện có những chương trình ở Đông Nam Alaska nhằm lưu giữ và phục hồi ngôn ngữ, văn hoá của người Tlingit.
Những nhà truyền giáo cho Giáo hội Chính thống giáo Nga là những người đầu tiên ra sức phát triển ngôn ngữ viết cho tiếng Tlingit, thông qua việc dùng chữ Kirin để ghi chép và biên dịch khi đế quốc Nga mở rộng đến Alaska. Sau thương vụ Alaska, những nhà truyền giáo người Mỹ đã phát triển một hệ chữ viết mới bằng chữ Latinh.